# Samsung Focus Flash
De Samsung Focus Flash is een smartphone van Zuid-Koreaans bedrijf Samsung. De telefoon draait op het besturingssysteem Windows Phone 7.5. De Focus Flash is de 'kleine broer' van de Samsung Focus S en ze maken allebei deel uit van de Focus-reeks, waaronder de originele Samsung Focus.
De voorkant van het toestel bestaat uit het scherm en de drie bekende WP7-knoppen, van links naar rechts: de terugknop, de startknop en de knop met zoekfunctie. De Samsung Focus heeft een Super-amoled-touchscreen van 3,7 inch en een resolutie van 480 x 800 pixels. Op de achterkant is er een 5 megapixelcameralens en een flitser te vinden. Aan de rechterkant bevinden zich de aan/uit/stand-byknop en de cameraknop en aan de linkerkant zit de volumeregelaar. Aan de bovenkant zit een 3,5mm-hoofdtelefoonaansluiting en aan de onderkant bevindt zich een microUSB-poort.
Het toestel biedt ondersteuning voor bluetooth 2.1, 3G, wifi, én LTE, of 4G, dat voor snellere internetverbinding moet zorgen.